# Play Ball
Play Ball é um seriado estadunidense de 1925, gênero drama, dirigido por Spencer Gordon Bennet, em 10 capítulos, estrelado por Walter Miller e Allene Ray. Produzido e distribuído pela Pathé Exchange, veiculou nos cinemas estadunidenses a partir de 19 de julho de 1925.
Este seriado é considerado perdido.

## Elenco
- Walter Miller - Jack Rollins
- Allene Ray - Doris Sutton
- Harry Semels - Count Segundo
- J. Barney Sherry - Thomas W. Sutton
- Mary Milnor - Maybelle Pratt
- Wally Oettel - Rutger Farnsworth
- Franklyn Hanna - Senator Hornell

## Capítulos
1. To the Rescue
2. The Flaming Float
3. Betrayed
4. The Decoy Wire
5. Face to Face
6. The Showdown
7. A Mission of Hate
8. Double Peril
9. Into Segundo's Hands
10. A Home Plate Wedding